# ワサン・シティケート

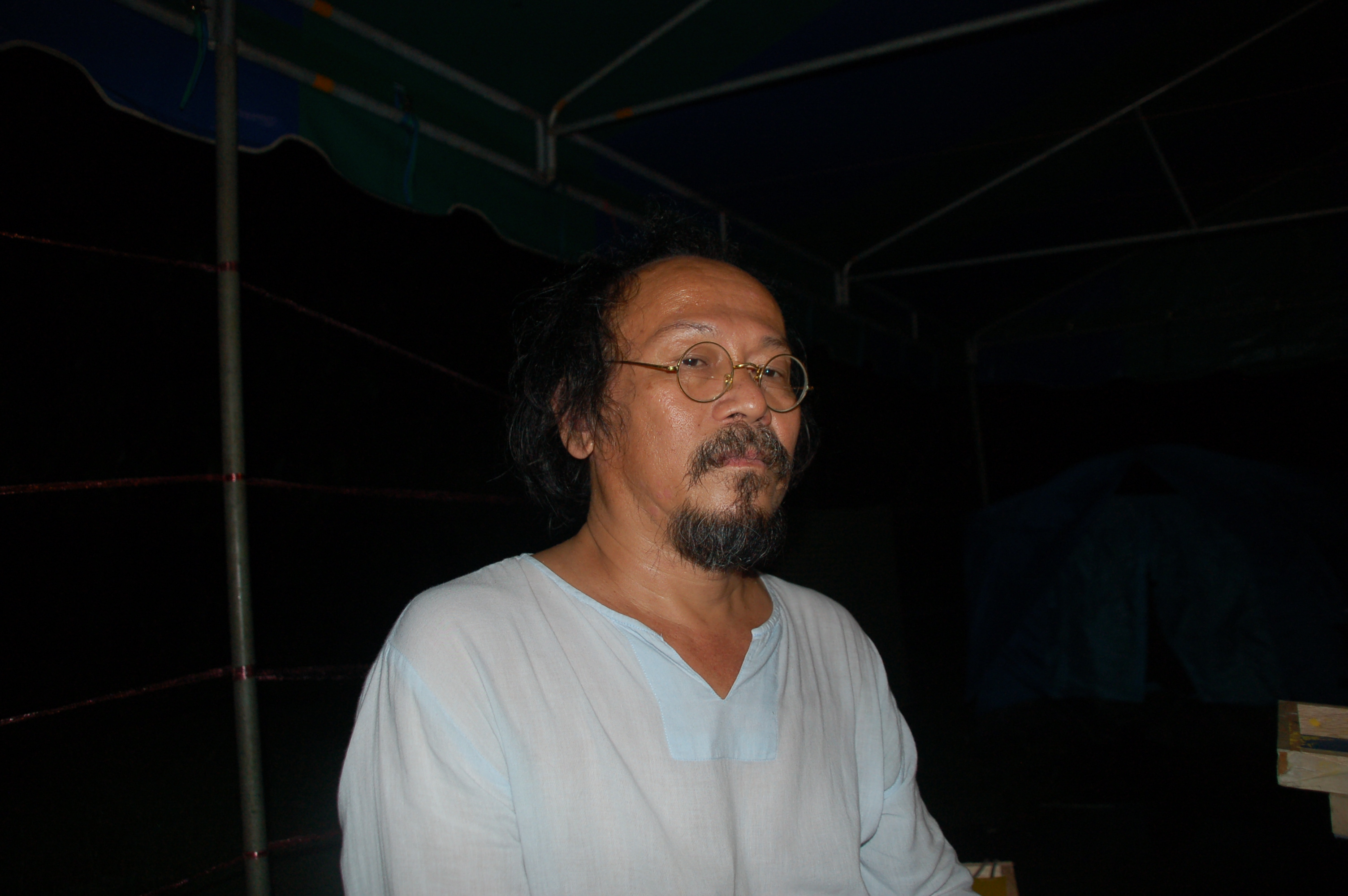
ワサン・シティケート

ワサン・シティケート（泰: วสันต์ สิทธิเขตต์、英: Vasan Sitthiket、1957年10月7日 - ）とは、タイ王国の現代アート芸術家である。ワサン・シティケットとも記述される。

## 経歴
ナコーンサワン県ラートヤーオ郡出身。画家写真家であるウィサーマンムアン・シティケート（วิสามัญเมือง สิทธิเขตต์）の兄。 1981年、タイ国立芸術家学校(วิทยาลัยช่างศิลป）卒業。1970年代の頃から精力的に創作を行っている。
ワサンの作風は政治的である。タイや世界の政治経済の問題を多くの作品のテーマとして取り上げ、鑑賞者に扇動的に訴えかける作品を生み出している。ワサンのパフォーマンスアートの作品の一つとして、偽のゴムの胸と尻をつけ、強姦されるタイの国全体を表現した作品があり、タイ政治を作品に取り込む試みを行っている。
ワサンは現実の政治活動にも積極的に参加している。タクシン政権追放運動に当初から参加し、2001年の総選挙の際には「我らの党（พรรคเพื่อกู）」を立ち上げ、タイ愛国党に対抗。党の政策方針には、タイ愛国党の「一タムボン、一製品（一村一品運動）を皮肉って、「一タムボン、一大隊（武装ギャンググループを作るため）」を掲げ、さらに政府が行ったF16戦闘機20機購入事業でのコミッション費用として不正蓄財を行った政治家の追放を掲げた。
2005年には、タイ芸術家党（พรรคศิลปิน）を結成。 チュワン・ムーンピニット（ช่วง มูลพินิจ）、ナワラット・ポンパイブーン、アンカーン・カンラヤーナポンらが入党した。その際には、国民をだまして儲けた政治家の不正蓄財の押収、不正な商業契約の解約、教育費の免除を政策に掲げた。
個展も数多く行っており、タイに加え、日本（1989年、1990年）、シンガポール（2000年）、インドネシア（2001年、2008年）、韓国（2003年）それからイタリア（2003年）などでも活動し、タイ現代アート界で最も精力的な活動をしている芸術家の一人である。
さらに三つの演劇に参加しつつ、詩、児童書、政治書など10冊以上の本を執筆しているなど多岐に渡る部門で活躍している。
2007年、タイ文化省現代芸術文化事務局よりシラパートーン賞を受賞。

## 作風
ワサンの用いる手法は絵画、木版画、セラミック造形、インスタレーション、パフォーマンスアートなど多岐にわたっている。作品は自然や性に関するモチーフにしているものもあるが、多くの作品は、現代タイ社会、国際社会が抱える問題を鋭く指摘する作品を制作している。例えば、貧者が富者に搾取されていく社会問題、政治家や官僚の汚職問題などである。さらに、資本主義社会への批判もモチーフの一つである。 アジア通貨危機の際には資本主義と金融危機に関する一連の作品を発表した。2000年には、チュラーロンコーン大学でタイの政治家と軍関係者の性的なポーズを描いた50枚の絵画を展示した展覧会を開催しようとしたが5日前に中止された。2003年の第50回ヴェニスビエンナーレでは、ジョージ・W・ブッシュ元アメリカ合衆国大統領と各国の政治指導者たちをゴム判を用いて描いた。

## 作品

### 絵画作品（作品の一部）
- 2009『Stimulate the Economy』（景気刺激）
- 2009『Profit is Evil』（利潤は悪）
- 2009『All for Me, Shit for You』（すべてを私に、糞をあなたに）
- 2009『Bomb All Banks』（すべての岸を爆破しろ）
- 2009『All for Everyone』（みんながみんなのために）
- 2009『Free Trade Agreement (FTA)』（自由貿易協定）
- 2009『Fiery Heart』（燃え盛る心）
- 2009『Ya Basta!』（もうたくさんだ！）
- 2009『Poor Mother Earth』（哀れな大地母神）
- 2006『No Exploiting, No War』（搾取反対、戦争反対）
- 2006『Put Your Hatred In Your Children's Heads』（あなたの憎しみは子どもたちに受け継がれる）
- 2003『VIP/un-VIP (George Bush) 』（VIPそれともVIPでない （ジョージ・ブッシュ））
- 2003『VIP/un-VIP (Osama Bin Laden) 』（VIPそれともVIPでない （オサマ・ビンラディン））
- 2003『Thai-Tanic』（タイ - タニック）
- 2002『Eclipse Swallows the Cock』（ラフ（蝕）に飲み込まれる鶏）
- 2002『Misled - Crazy』（欺かれたる-馬鹿）
- 2002『Dam Kills Water, Kills Man, Kills Fish』（ダムは水を殺し、人を殺し、魚を殺す）
- 2002『Mad Fish Flying Away』（泥魚は逃げだす）
- 2002『Price of Freedom』（自由の値段）
- 2002『I See You Are Falling Down』（僕は君が堕ちてゆくのを見る）
- 2002『I See You Commit Suicide』（僕は君が自殺するを見る）
- 2002『I See You Blind』（僕は君が盲目になるのを見る）
- 2002『I Feed U』（僕が養ってあげよう）
- 2002『War Against Capitalism』（資本主義への戦争）
- 2002『Who take all our money?』（だれが私たちのお金を奪っていくの？）
- 2001『Beautiful Dick no. 10 (of Beautiful Dick Series)』（美しきペニス 第10番（美しきペニスシリーズ））

（※（）内の日本語は、訳者の仮訳）

### パフォーマンスアート作品
- 2008『サッカー・ワールド・カップ -芸術で狂った政府を止めろ-』-小東亜共栄軒'08 名古屋 名古屋[6]
- 2005 『Borders : withIn withOut』（境界：内包、排除）-ミャンマー

（※（）内の日本語は、訳者の仮訳）

### 音楽作品
- 『Burning Dream』

### 最近の個展
- 2010年「10 Evil scenes of Thai politic」展 (バンコク・ナンバー１ギャラリー) 3月11日‐4月3日
- 2006年「Woman with weapon」展（バンコク・ヨシ・ギャラリー）

## 受賞
- 2007年 シラパトーン賞 （タイ文化省現代文化芸術事務所がタイの現代アート芸術家に与える賞